# Antipsicotico tipico
Gli antipsicotici tipici, chiamati anche antipsicotici di prima generazione, sono una classe di antipsicotici sviluppati a partire dal 1950 ed utilizzati per la cura di patologie psichiatriche. Antipsicotici tipici possono anche essere usati per il trattamento di mania acuta, agitazione e altre condizioni. I primi antipsicotici tipici ad essere utilizzati in medicina furono le fenotiazine, come la clorpromazina che fu scoperta per caso. Un altro importante gruppo di antipsicotici sono i butirrofenoni, un esempio dei quali sarebbe l'aloperidolo. Possiedono effetti collaterali irreversibili di diversa natura, tra cui la più nota discinesia tardiva. Perciò il loro utilizzo è andato diminuendo a favore degli antipsicotici atipici, che dovrebbero avere minori effetti collaterali, seppur anch'essi gravi. I nuovi antipsicotici di seconda generazione, noti anche come antipsicotici atipici, hanno sostituito gli antipsicotici tipici a causa degli effetti collaterali tipici del Parkinson.
Sia i tipici che gli atipici tendono a bloccare la via dopaminergica, ma i tipici possiedono un maggior numero di effetti avversi che ne limita l'utilizzo. Entrambe le generazioni di farmaci tendono a bloccare i recettori nei percorsi della dopamina nel cervello, ma si affermava che gli atipici al momento della commercializzazione differivano dai tipici antipsicotici in quanto hanno meno probabilità di causare disabilità del controllo motorio extrapiramidale nei pazienti, che può portare a parkinsonismo, rigidità corporea e tremori involontari. Ricerche più recenti hanno dimostrato che il profilo degli effetti collaterali di questi farmaci è simile ai farmaci più vecchi, facendo scrivere alla rivista medica The Lancet nel suo editoriale "è giunto il momento di abbandonare i termini antipsicotici di prima e seconda generazione, poiché non meritano questa distinzione". Questi movimenti anomali del corpo possono diventare permanenti anche dopo l'interruzione del trattamento. Mentre gli antipsicotici tipici hanno maggiori probabilità di causare il parkinsonismo, gli atipici hanno maggiori probabilità di causare aumento di peso e diabete di tipo II.

## Somministrazione per iniezione
Alcuni degli antipsicotici ad alta potenza sono stati formulati come estere decanoato per consentire un rilascio lento del farmaco attivo quando somministrato tramite iniezione intramuscolare profonda. Ciò è particolarmente adatto in pazienti che hanno una scarsa costanza nell'assunzione del farmaco.

## Effetti collaterali
Gli effetti collaterali variano tra i vari agenti in questa classe di farmaci, ma gli effetti collaterali comuni includono: secchezza delle fauci, rigidità muscolare, crampi muscolari, tremori, sintomi extrapiramidali e aumento di peso. I sintomi extrapiramidali si riferiscono a un gruppo di sintomi costituito da acatisia, parkinsonismo e distonia che in letteratura scientifica vengono riportati con il nome di sindrome del coniglio. Anticolinergici come benztropina e difenidramina sono comunemente prescritti per il trattamento dei sintomi extrapiramidali. Il 4% dei pazienti sviluppa la sindrome di coniglio durante gli antipsicotici tipici.
Esiste un rischio significativo che le condizioni di discinesia tardiva grave si sviluppino come effetto collaterale degli antipsicotici tipici. Il rischio di sviluppare discinesia tardiva dopo un uso antipsicotico tipico cronico varia in base a diversi fattori, come l'età e il sesso, nonché dallo specifico antipsicotico utilizzato. L'incidenza comunemente segnalata di TD tra i pazienti più giovani è di circa il 5% all'anno. Tra i pazienti più anziani sono stati riportati tassi di incidenza fino al 20% all'anno. La prevalenza media è di circa il 30%. Non ci sono trattamenti che hanno costantemente dimostrato di essere efficaci per il trattamento delle discinesie tardive, tuttavia sono stati suggeriti come possibili trattamenti amminoacidi a catena ramificata, melatonina e vitamina E. La clozapina atipica antipsicotica è stata anche suggerita come antipsicotico alternativo per i pazienti con discinesia tardiva. La discinesia tardiva può invertirsi dopo l'interruzione dell'agente offensivo o può essere irreversibile, la sospensione può a volte rendere la discinesia tardiva più grave.
La sindrome neurolettica maligna, o NMS, è un effetto collaterale raro, ma potenzialmente fatale, del trattamento antipsicotico. L'NMS è caratterizzato da febbre, rigidità muscolare, disfunzione autonomica e stato mentale alterato. Il trattamento include l'interruzione dell'agente offensivo e le cure di supporto.
Il ruolo degli antipsicotici tipici è stato recentemente messo in discussione dal momento che alcuni studi hanno suggerito che gli antipsicotici tipici possono aumentare il rischio di morte nei pazienti anziani. Uno studio di coorte retrospettivo del New England Journal of Medicine del dicembre 2005 ha mostrato un aumento del rischio di morte con l'uso di antipsicotici tipici che erano alla pari con l'aumento mostrato con antipsicotici atipici. Ciò ha portato alcuni a mettere in discussione l'uso comune di antipsicotici per il trattamento dell'agitazione negli anziani, in particolare con la disponibilità di alternative come stabilizzatori dell'umore e farmaci antiepilettici.

## Efficacia relativa
Una misura di "equivalenza della clorpromazina" viene utilizzata per confrontare l'efficacia relativa degli antipsicotici. La misura specifica in milligrammi di un dato farmaco che deve essere somministrata per ottenere gli effetti desiderati equivalenti a quelli di 100 milligrammi di clorpromazina. Gli agenti con un'equivalenza della clorpromazina compresa tra 5 e 10 milligrammi verrebbero considerati "media potenza" e gli agenti con 2 milligrammi sarebbero considerati "alta potenza".
- Bassa potenza
  - Levomepromazina
  - Clorpromazina
  - Prometazina
  - Promazina
  - Mesoridazina
  - Tioridazina

- Media potenza
  - Proclorperazina
  - Perfenazina
  - Perazina
  - Zuclopentixolo
  - Clopentixolo

- Alta potenza
  - Clorprotixene
  - Tiotixene
  - Aloperidolo
  - Droperidolo
  - Benperidolo